# Hetepheres I
Hetepheres I (... – dopo il 2613 o 2589 a.C.) è stata una regina egizia della IV dinastia.

L'importanza della regina Hetepheres deriva, oltre che dal fatto d'essere stata madre del grande faraone Cheope, dalla scoperta della sua tomba che è fra le rarissime sepolture reali intatte dell'antico Egitto, e unica inviolata fra quelle dell'Antico Regno.
|             |        |   |
| \| \| \| \| |        |   |
|             |        |   |
| Htp · t · p | Hr · r | s |

| Htp · t · p | Hr · r | s |

|             |        |   |
| \| \| \| \| |        |   |
|             |        |   |
| Htp · t · p | Hr · r | s |

| Htp · t · p | Hr · r | s |

ḥtp ḥr=s ("il suo viso è pacifico")

## Biografia
Hetepheres I fu probabilmente una consorte del faraone Snefru. Ebbe i titoli di: Madre del Re, Madre del Re delle Due Terre, Ancella di Horus, Figlia del corpo del dio. Tramite il matrimonio con Hetepheres, Snefru diede più solidità alla propria accessione al trono: ella fu la congiunzione del sangue reale della III dinastia con la nascente IV dinastia. Ricevette il titolo di Figlia del dio mentre regnava suo padre Huni e lo mantenne durante il regno del consorte e quando diede alla luce il figlio Cheope, che commissionò la sua tomba con l'annessa piramide. Hetepheres fu forse una sposa minore di Snefru e crebbe nell'importanza e nella considerazione quando il figlio divenne faraone. Fu la nonna dei faraoni Djedefra e Chefren e della regina Hetepheres II. Morì durante il regno del figlio. 

## La scoperta della tomba

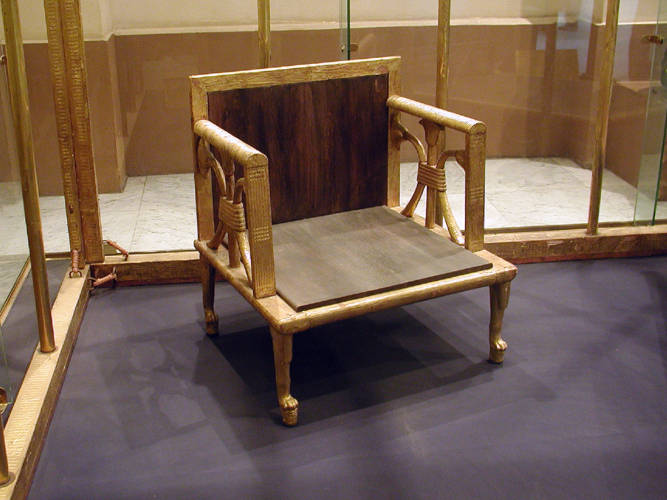
Una sedia di Hetepheres I, rinvenuta nella sua tomba

A partire dal 1902, una spedizione congiunta della Università di Harvard e del Museum of Fine Arts di Boston diede l'avvio a una campagna di scavi nella piana di Giza, continuando a esplorare e documentare l'area per i successivi 23 anni. Il 9 marzo 1925, mentre l'archeologo a capo degli scavi, George Reisner, si trovava momentaneamente negli Stati Uniti, il fotografo della équipe notò una porzione di gesso dove si aspettava di trovare la naturale pietra calcarea della piana. Allora gli archeologi liberarono l'area e rimossero il gesso, scoprendo un profondo pozzo. Si fecero strada verso il basso per 26 metri prima di raggiungere un muro di mattoni il quale, attraversato, rivelò un prezioso corredo funebre comprendente, tra l'altro, un bianco sarcofago d'alabastro, barre d'oro a far da telaio per un baldacchino o per una tenda, oggetti d'oro, mobili di legno e altro. Servendosi di un sistema di binocoli e specchi, Battiscompe Gunn individuò un'iscrizione col nome di Snefru, la quale scatenò il sensazionalismo dei giornali, ma che in quel momento voleva dire soltanto che il proprietario della tomba era vissuto sotto re Snefru. 

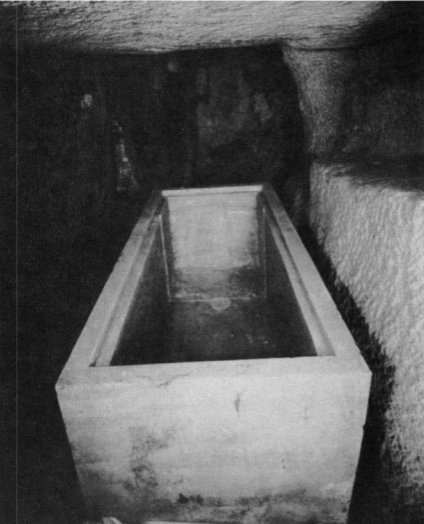
Il sarcofago vuoto della regina Hetepheres

Reisner concluse che doveva essere una ri-sepoltura segreta, dopo un'effrazione di ladri nella tomba originaria. Entro il mese di aprile, egli aveva già identificato il titolare della tomba con Hetepheres I, regina consorte di Snefru e madre di Cheope. Quando nel 1927 arrivarono ad aprire il sarcofago, scoprirono che era enigmaticamente vuoto.
Reisner ipotizzò che Hetepheres dovette essere stata originariamente sepolta accanto alla Piramide rossa di suo marito, nella necropoli di Dahshur, ma che la tomba fosse stata violata poco dopo la sepoltura. Pensò che i ladri avessero scoperchiato il sarcofago e sottratto la mummia insieme ai suoi gioielli, ma che fossero scappati prima di prendere il resto del tesoro. Reisner propose che i funzionari responsabili della sepoltura, per sfuggire all'ira di Cheope, gli avessero mentito riferendogli che la mummia era ancora al sicuro all'interno del sarcofago d'alabastro. Il sovrano avrebbe poi ordinato di ri-seppellire il sarcofago e il corredo accanto alla propria piramide, a Giza.
L'esatta sequenza degli eventi resta, comunque, un mistero. Il Dr. Mark Lehner suggerì che quella in fondo al pozzo di Giza fosse la tomba originaria della regina, e che la seconda tomba fosse la piramide G1-a, la più settentrionale delle piccole piramidi; Lehner ipotizzò che, una volta ultimata detta piramide, i resti di Hetepheres vi furono traslati, tralasciando nel pozzo alcuni pezzi del corredo.